# هونج سونغ-نام
هونج سونغ-نام هو سياسي كوري شمالي، ولد في 2 أكتوبر 1929 في تشونغجو في كوريا الجنوبية، وتوفي في 31 مارس 2009 في بيونغيانغ في كوريا الشمالية. نشط حزبياً في حزب العمال الكوري.